# Michael Gaismair

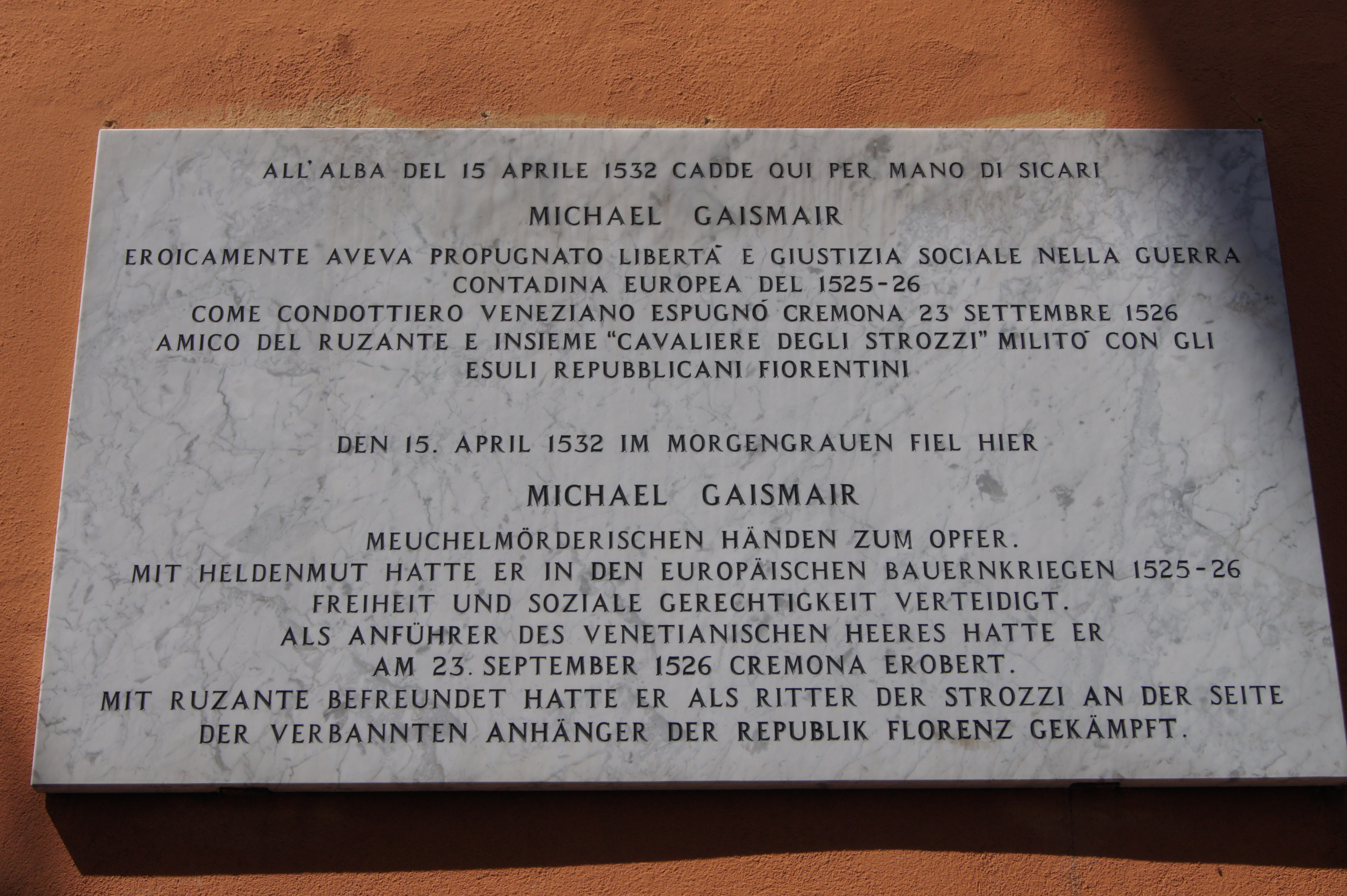
Lapide commemorativa della morte di Gaismair a Padova in Prato della Valle davanti a Villa Strozzi il 26.11.2005

Michael Gaismair, o Gaismayr (Ceves, 1490 – Padova, 15 aprile 1532), è stato un politico e rivoluzionario austriaco, capo ed ideologo della rivolta contadina in Tirolo e nel Salisburghese tra il 1525 e il 1526.

## Biografia
Gaismair nacque a Ceves (Tschöfs, oggi frazione di Vipiteno), presumibilmente nel 1490, da una famiglia di contadini e piccoli imprenditori minerari. Studiò alla scuola dell'Ordine Teutonico di Vipiteno (secondo altri presso la Lateinische Schule di Bressanone riformata da Nicolò Cusano) e poi in un'università italiana la cui identificazione non è certa.
Nel primo decennio del 1500 divenne segretario del principe-vescovo di Bressanone Sebastian Sprenz. Trovò impiego come scrivano nelle miniere di Schwaz, per passare poi - dal 1518 al 1524 - alle dipendenze del capitano dell'Adige (ovvero il luogotenente del Tirolo a sud del Brennero) Leonhard von Völs con il compito di arruolare mercenari per l'esercito tirolese.
Nel 1524 si sposò a Bressanone con Magdalena Ganner, di origini contadine ma dotata di cultura, soprattutto biblica.

## Michael Gaismair e la rivolta contadina del 1525

### Le origini della rivolta
Il motivo scatenante la rivolta contadina fu la decisione del Principe vescovo di Bressanone di revocare il titolo di pescatore vescovile alla famiglia Paßler, della Valle di Anterselva, nei pressi di Brunico: ciò dette il via ad una serie di gravi disordini fomentati dalla famiglia Paßler, sia nei confronti del nuovo pescatore che nei confronti delle autorità vescovili. Alla guida del movimento si era posto Peter Paßler.
La reazione dell'autorità fu il bando di alcuni componenti della famiglia, la loro cattura e messa a morte; lo stesso Peter Paßler venne catturato e condannato a morte a Bressanone il 9 maggio 1525.
Il 9 maggio 1525 Gaismair partecipò alla liberazione di Peter Passler che veniva condotto all'esecuzione per aver diretto l'insurrezione contadina in Val Pusteria l'anno precedente. Con l'assalto popolare dell'Abbazia di Novacella, cui parteciparono cinquemila valligiani, il 12 maggio 1525, in seguito al rifiuto monastico di abolire le imposte, e conseguentemente al rogo di tutti i registri e libri contabili, Gaismair fu eletto Feldhauptmann, comandante supremo della rivolta.

### La Dieta Provinciale del 1525
Il 13 maggio Gaismair venne nominato capitano dai contadini in rivolta. Subito convocò la dieta provinciale per il giugno successivo, a Innsbruck. In quest'occasione richiese al reggente della Contea del Tirolo, l'arciduca Ferdinando una serie di concessioni:
- Eguaglianza di fronte alla legge e redazione di una raccolta di leggi civili e penali
- Abolizione dei privilegi della nobiltà
- Elezione dei giudici e loro pagamento, in modo che fossero indipendenti dall'esazione di pene pecuniaria
- Abolizione del potere della Chiesa, tramite:
  - l'elezione dei parroci
  - la destinazione delle decime unicamente a opere di carità

La dieta terminò con un compromesso, ma nell'agosto del 1525 Ferdinando fece arrestare Gaismair a Innsbruck, cancellò tutte le sue assicurazioni, e represse militarmente la rivolta contadina.

### La redazione degli Statuti e la fine della rivolta
Dopo sette settimane di prigione riuscì a fuggire e riparò in Svizzera, dove - a Zurigo - conobbe Ulrico Zwingli, abbracciando la sua riforma.
In Svizzera (gennaio-marzo 1526) redasse gli statuti che dovevano essere l'alternativa al compromesso di Innsbruck: una repubblica di minatori e contadini, con sede a Bressanone, con le risorse minerarie bene pubblico e beni artigianali venduti sotto controllo statale. Preparò anche militarmente la rivolta, con l'aiuto di Zwingli. Il progetto di attaccare Glorenza venne scoperto e Gaismair si recò a Salisburgo, ove fu eletto capo della rivolta.
Nonostante le vittorie sul campo, Gaismair e il suo esercito furono costretti alla ritirata attraverso gli Alti Tauri e la val Pusteria, riparando ad Agordo, territorio della Serenissima Repubblica di Venezia, all'epoca in guerra con gli Asburgo (Lega di Cognac). Gaismair combatté nelle truppe venete e si guadagnò il riconoscimento di un vitalizio che gli consentì di stabilirsi a Padova, ma non riuscì ad ottenere nuove truppe per entrare in Tirolo e riprendere la rivolta (nel dicembre 1529 l'Austria e Venezia avevano infatti firmato la pace).
Morì nel 1532 a Padova, in Prato della Valle (dove è presente una targa in sua memoria) assassinato per mano di due fanti che volevano incassare la taglia messa sulla sua testa da Ferdinando I.

## Valutazione storiografica
Per via della sua lotta contro Chiesa e Monarchia, Gaismair venne ignorato dalla storiografia della sua epoca. Nel XX secolo la sua figura acquistò maggior notorietà, venendo in un primo tempo strumentalizzata sia da parte comunista (per via dell'afflato comunitario che ispira i suoi statuti e che venne sottolineato nientemeno che da Friedrich Engels), sia da parte dei nazisti (che sottolineavano la sua lotta contro il Conte di Salamanca (ebreo), consigliere di Ferdinando).
È solo a partire dalla seconda metà del XX secolo che si cerca di valutare la vicenda di Michael Gaismair secondo criteri non ideologizzanti. In quest'opera si distingue la Michael Gaismair Gesellschaft (Società Michael Gaismair), fondata nel 1976. A Bolzano e a Vipiteno delle vie sono state intitolate a Gaismair, nel centro storico di Trento gli è stata dedicata l'omonima piazzetta.

## Riferimenti nella cultura
Nel 1899 Franz Kranewitter, tirolese, autore di drammi a sfondo patriottico, scrisse un pezzo teatrale dedicato alla figura del rivoltoso, intitolata Michel Gaissmayr. Nel estate del 2001, in occasione del festival teatrale Tiroler Volksschauspiele venne messo in scena un dramma opera dell'autore austriaco Felix Mitterer dedicato all'ascesa e alla caduta di Gaismair.